# Iain Softley
Iain Softley (Londres, 30 de novembro de 1956) é um diretor de cinema britânico.
Frequentou o Colégio St Benedict, Ealing, e o Queens' College, Universidade de Cambridge, onde se tornou membro do clube acadêmico de artes dramáticas e dirigiu peças altamente elogiadas.
Trabalhou na TV Granada e na BBC, antes de tornar-se diretor de vídeos musicais e filmes.

## Filmografia
| Ano  | Título Original       | Título no Brasil                     | Título em Portugal             |
| ---- | --------------------- | ------------------------------------ | ------------------------------ |
| 1994 | Backbeat              | Backbeat - Os 5 Rapazes de Liverpool | Backbeat                       |
| 1995 | Hackers               | Hackers                              | Hackers                        |
| 1997 | The Wings of the Dove | Asas do Amor                         | As Asas do Amor                |
| 2001 | K-PAX                 | K-PAX - O Caminho da Luz             | K-PAX - O Homem do Outro Mundo |
| 2005 | The Skeleton Key      | A Chave Mestra                       | A Chave                        |
| 2008 | Inkheart              | Coração de Tinta                     | Coração de Tinta               |
| 2013 | Trap for Cinderella   |                                      |                                |